# Kanton Brumath
Der Kanton Brumath ist ein französischer Wahlkreis im Département Bas-Rhin.

## Geschichte
Der Kanton wurde am 4. März 1790 im Zuge der Einrichtung der Départements als Teil des damaligen "Distrikts Strasbourg" gegründet.
Mit der Gründung der Arrondissements am 17. Februar 1800 wurde der Kanton als Teil des damaligen Arrondissements Strasbourg neu zugeschnitten.
Von 1871 bis 1919 gab es keine weitere Untergliederung des damaligen "Kreises Straßburg (Land)".
Am 28. Juni 1919 wurde der Kanton Teil des neuen Arrondissements Strasbourg-Campagne.
Am 22. März 2015 kamen anlässlich der Auflösung des Arrondissements Strasbourg-Campagne drei Gemeinden zum Arrondissement Strasbourg. Alle anderen Gemeinden wechselten ins Arrondissement Haguenau-Wissembourg. Die Gemeinde Krautwiller kam neu zum Kanton Brumath.

## Geografie
Der Kanton grenzte bis 2014 im Norden an die Kantone Haguenau und Bischwiller im Arrondissement Haguenau, im Osten an Deutschland mit dem Ortenaukreis im Regierungsbezirk Freiburg (Baden-Württemberg), im Süden an die Stadt Straßburg im Arrondissement Strasbourg-Ville und an die Kantone Mundolsheim und Truchtersheim und im Westen an den Kanton Hochfelden.

## Gemeinden
Der Kanton besteht aus 22 Gemeinden mit insgesamt 55.120 Einwohnern (Stand: 1. Januar 2021) auf einer Gesamtfläche von 213,60 km²:
| Gemeinde             | Einwohner 1. Januar 2022 | Fläche km² | Dichte Einw./km² | Code INSEE | Postleitzahl | Arrondissement       |
| -------------------- | ------------------------ | ---------- | ---------------- | ---------- | ------------ | -------------------- |
| Bernolsheim          | 610                      | 3,39       | 180              | 67033      | 67170        | Haguenau-Wissembourg |
| Bietlenheim          | 308                      | 2,13       | 145              | 67038      | 67720        | Haguenau-Wissembourg |
| Bilwisheim           | 539                      | 2,56       | 211              | 67039      | 67170        | Haguenau-Wissembourg |
| Brumath              | 10.238                   | 29,54      | 347              | 67067      | 67170        | Haguenau-Wissembourg |
| Donnenheim           | 363                      | 3,76       | 97               | 67100      | 67170        | Haguenau-Wissembourg |
| Eckwersheim          | 1.403                    | 7,46       | 188              | 67119      | 67550        | Strasbourg           |
| Gambsheim            | 5.213                    | 17,38      | 300              | 67151      | 67760        | Haguenau-Wissembourg |
| Geudertheim          | 2.675                    | 11,27      | 237              | 67156      | 67170        | Haguenau-Wissembourg |
| Gries                | 2.879                    | 12,23      | 235              | 67169      | 67240        | Haguenau-Wissembourg |
| Hœrdt                | 4.565                    | 16,56      | 276              | 67205      | 67720        | Haguenau-Wissembourg |
| Kilstett             | 2.491                    | 6,90       | 361              | 67237      | 67840        | Haguenau-Wissembourg |
| Krautwiller          | 230                      | 1,48       | 155              | 67249      | 67170        | Haguenau-Wissembourg |
| Kriegsheim           | 782                      | 3,93       | 199              | 67250      | 67170        | Haguenau-Wissembourg |
| Kurtzenhouse         | 1.082                    | 3,58       | 302              | 67252      | 67240        | Haguenau-Wissembourg |
| La Wantzenau         | 5.894                    | 25,39      | 232              | 67519      | 67610        | Strasbourg           |
| Mittelschaeffolsheim | 571                      | 2,64       | 216              | 67298      | 67170        | Haguenau-Wissembourg |
| Mommenheim           | 2.259                    | 8,16       | 277              | 67301      | 67670        | Haguenau-Wissembourg |
| Olwisheim            | 496                      | 2,96       | 168              | 67361      | 67170        | Haguenau-Wissembourg |
| Rottelsheim          | 288                      | 2,39       | 121              | 67417      | 67170        | Haguenau-Wissembourg |
| Vendenheim           | 6.042                    | 15,89      | 380              | 67506      | 67550        | Strasbourg           |
| Weitbruch            | 2.719                    | 15,11      | 180              | 67523      | 67500        | Haguenau-Wissembourg |
| Weyersheim           | 3.473                    | 18,89      | 184              | 67529      | 67720        | Haguenau-Wissembourg |
| Kanton Brumath       | 55.120                   | 213,60     | 258              | 6703       | –            | –                    |

Bis zur landesweiten Neuordnung der französischen Kantone im März 2015 gehörten zum Kanton Brumath die 21 Gemeinden Bernolsheim, Bietlenheim, Bilwisheim, Brumath, Donnenheim, Eckwersheim, Gambsheim, Geudertheim, Gries, Hœrdt, Kilstett, Krautwiller, Kriegsheim, Kurtzenhouse, La Wantzenau, Mittelschaeffolsheim, Mommenheim, Olwisheim, Rottelsheim, Vendenheim und Weyersheim. Sein Zuschnitt entsprach einer Fläche von 198,49 km2. Er besaß vor 2015 den INSEE-Code 6705.